# Jan VII (papież)
Jan VII, (ur. w Rossano, zm. 18 października 707) – 86. papież w okresie od 1 marca 705 do 18 października 707.

## Życiorys
Jan VII był Grekiem z Kalabrii, synem urzędnika bizantyńskiego Platona i Blatty. W przeciwieństwie do papieża Sergiusza prowadził politykę ugodową wobec żądań dworu konstantynopolitańskiego. Gdy, obalony wcześniej Justynian II, został przywrócony na tron, wysłał do papieża antyrzymskie kanony soboru trullańskiego, Jan odesłał je niepodpisane. Z tego powodu biografowie Liber Pontificalis określali go jako tchórza.
Był wszechstronnie wykształconym miłośnikiem sztuki. Za jego panowania powstały pierwsze rzymskie ikony, Maria z Dzieciątkiem z kościoła Santa Maria Nuova oraz Madonna tronująca z Santa Maria in Trastevere w Rzymie, a ponadto zdobił je freskami i mozaikami (jedna z nich przedstawia samego papieża i znajduje się w kaplicy Najświętszej Marii Panny).
Nawiązał dobre stosunki z królem Longobardów Aripertem II dzięki czemu doprowadził do zwrotu Kościołowi niektórych dóbr podalpejskich.
Pochowano go w kaplicy Matki Boskiej, którą wybudował w bazylice św. Piotra.